# 郑敬祖
郑敬祖（？—528年），荥阳郡开封县（今河南省开封市祥符区）人，出自荥阳郑氏北祖第六房，北魏平南将军、秘书监郑道昭第二子，北魏官员。

## 生平
郑敬祖和哥哥郑严祖一样性格粗疏，以著作佐郎为起家官，郑俨战败死后，郑敬祖也被同乡百姓杀害，之后朝廷赠予持节、督豫州诸军事、平东将军、豫州刺史。

## 其他
郑道昭出任光州刺史时，郑敬祖曾与三弟郑述祖、四弟郑遵祖、五弟郑顺祖一起到了光州，当时郑述祖才虚龄十一岁。五十二年后，郑述祖出任光州刺史，于河清三年五月廿四日重登光州云峰山，刻石记载了此事。

## 门第
郑敬祖与兄弟郑严祖、郑遵祖、郑述祖、郑顺祖五人的门第都为甲门，于是号称“五祖郑氏”。

## 家庭

### 父母
- 郑道昭，北魏平南将军、秘书监
- 李长妃，出自陇西李氏仆射房，北魏司空、清渊文穆公李冲长女

### 兄弟姐妹
- 郑严祖，东魏骠骑将军、鸿胪卿
- 郑述祖，北齐车骑大将军、仪同三司、赵州刺史、平简公
- 郑遵祖，秘书郎
- 郑顺祖，太常丞
- 郑氏，嫁东魏卫大将军、兖州刺史卢道约
- 郑氏，嫁东魏黄门郎、幽州大中正、城阳县子卢元明

### 子女
- 郑元礼，北周始州别驾
- 郑绍元，过继给郑严祖，太尉咨议、赵郡太守[6]
- 郑仲华，嫁北齐祠部尚书、华阳县男崔昂[7]
- 郑氏，嫁东魏侍中、司州牧、车骑大将军、仪同三司、昌乐文献王元诞[3]